# Valielles
Valielles de Busa o simplement Valielles és un territori del terme municipal de Montmajor que forma un enclavament dins dels municipis de Guixers i Navès. Alhora també forma un enclavament de la comarca del Berguedà dins de la del Solsonès, i de la província de Barcelona dins de la de Lleida.
Amb una extensió d'3,20 km², està delimitat per la serra de Valielles i la serra dels Bastets al nord, i la serra de Busa al sud. A la banda oriental hi trobem el torrent de l'Aigua d'Ora. Tocant l'enclavament i ja dins del municipi de Navès, trobem el monestir de Sant Pere de Graudescales.
Conté la masia de Valielles de Busa i l'església de Sant Andreu de Valielles, agregada a la parròquia de Sisquer.
Valielles de Busa va ser una antiga quadra que formà part del terme de Catllarí, el qual a mitjan segle xix formà part de l'antic municipi d'Aguilar, l'Hospital i Catllarí.